# Keetmanshoop

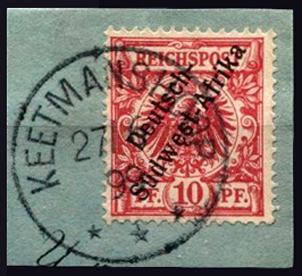
Postzegels voor Duitse Zuidwest-Afrika poststempel Keetmanshoop 1899

Keetmanshoop is de voornaamste stad (Engels: municipality) in het zuiden van Namibië en ook de hoofdplaats van de bestuurlijke regio !Karas. De stad is gelegen op een heuvelrug tussen de Namibwoestijn en Lüderitz in het westen en de Kalahari in het oosten in een streek die wat meer vocht ontvangt. Keetmanshoop vormt een verkeersknooppunt, want er zijn van  hieruit spoorverbindingen met Windhoek, Lüderitz en Zuid-Afrika. 
In de 18e eeuw had het stadje de naam Modderfontein. De Nama noemden de streek meestal Swartmodder. Beide namen refereren aan de rivier die door Keetmanshoop loopt tijdens goede regens en dan meestal een zwarte kleur heeft door al de modder die met de regen meekomt.

## Geschiedenis
De bouw van het toenmalige dorp is begonnen in 1866 toen de Duitse missionaris Johan Schröder naar Modderfontein werd gestuurd om daar de missiepost Rheinischen Missionsgesellschaft op te richten. Er waren nauwelijks fondsen, totdat zakenman Johan Keetman 2000 mark doneerde. Uit dankbaarheid noemde Schröder de plaats Keetmanshoop. De kerk is 1890 door een sterke vloed verwoest en daarna weer opgebouwd. 
Vanaf 1894 had Keetmanshoop een verdedigingsfort. Diverse Duitse soldaten die in de loop van de jaren 1900-1910 het leger verlieten, bleven toch in Keetmanshoop gevestigd en probeerden er grond te bemachtigen. Daardoor kreeg Keetmanshoop wel voorzieningen.

## Schapenteelt
De boeren in de omgeving hielden en houden zich voornamelijk economisch in leven met het karakoelschaap. Het dier heeft als bijnaam het zwarte goud van Namibië gekregen, naar de zwarte vacht van het oorspronkelijk Aziatische schaap. In 1907 zorgde gouverneur Von Lindequist ervoor dat de eerste schapen vanuit Duitsland naar Namibië werden geëxporteerd. Het bleek een gouden greep, want het dier bleek goed tegen de droogte en hitte bestand. Bovendien was de kwaliteit van de vacht zo goed dat er in de Europese modewereld gretig vraag naar was. De gouden tijden duurden tot de jaren 70 toen onder invloed van dierenorganisaties de slacht van de jonge karakoellammetjes aan de kaak gesteld werd: de dieren werden 24 uur na hun geboorte alweer geslacht. Veel boeren zijn door deze veranderingen failliet gegaan of overgegaan op andere type schapen.

## Bezienswaardigheden
Tegenwoordig is het Keetmanshoop Museum in de kerk gevestigd en is het gebouw een monument. In het museum is een tentoonstelling over de geschiedenis van de stad en de omgeving. Zo is er in de tuin een Namahut gebouwd naast een ossenwagen.
Het interessantst aan Keetmanshoop is de Speeltuin van de reuzen. Deze geheimzinnige naam is gegeven aan een gebied dat vol ligt met bizarre rotsblokken (Giants' Playground) en het nabijgelegen bos met kokerbomen (quiver trees). Kokerbomen komen in geheel zuidelijk Namibië voor, maar nergens in de vorm van een bos zoals in Keetmanshoop. De enige andere locatie waar een bos kokerbomen staat, is in Zuid-Afrika, nabij Kenhardt. De kokerboom is altijd belangrijk geweest voor de Bushman (Bosjesmannen). Zij gebruikten de holle stam als koker voor hun pijlen. De kokerboom groeit eigenlijk altijd tegen of op een stuk rots. Deze rots neemt overdag de warmte van de zon op en geeft deze warmte 's nachts af aan de boom die daardoor onder constante temperaturen kan doorgroeien. De nachten kunnen namelijk koud zijn, met temperaturen tot of onder het vriespunt. De boom kan zeer goed tegen de droge omstandigheden en slaat water op in zijn takken en stam. Het Kokerboomwoud is sinds 1955 een nationaal monument.
Zowel de Speeltuin van de reuzen als het Kokerboomwoud zijn gelegen op privéland dat behoort tot de farm Gariganus van Coenie en Ingrid Nolte.